# Municipio de Shell Lake
El municipio de Shell Lake (en inglés: Shell Lake Township) es un municipio ubicado en el condado de Becker en el estado estadounidense de Minnesota. En el año 2010 tenía una población de 293 habitantes y una densidad poblacional de 3,15 personas por km².

## Geografía
El municipio de Shell Lake se encuentra ubicado en las coordenadas 46°56′8″N 95°27′50″O / 46.93556, -95.46389. Según la Oficina del Censo de los Estados Unidos, el municipio tiene una superficie total de 92.95 km², de la cual 73,86 km² corresponden a tierra firme y (20,55 %) 19,1 km² es agua.

## Demografía
Según el censo de 2010, había 293 personas residiendo en el municipio de Shell Lake. La densidad de población era de 3,15 hab./km². De los 293 habitantes, el municipio de Shell Lake estaba compuesto por el 93,86 % blancos, el 5,8 % eran amerindios y el 0,34 % eran de una mezcla de razas. Del total de la población el 0 % eran hispanos o latinos de cualquier raza.